# Triflumezopyrim
Triflumezopyrim ist ein synthetisches Insektizid aus der Gruppe der mesoionischen Verbindungen. Es wird insbesondere zur Bekämpfung von Pflanzenschädlingen wie Zikaden wie Nilaparvata lugens eingesetzt, die in Reisfeldern erhebliche Ernteverluste verursachen können.
Triflumezopyrim wirkt als Antagonist am nikotinischen Acetylcholinrezeptor (nAChR) von Insekten. Im Gegensatz zu vielen anderen Insektiziden dieser Wirkstoffklasse (z. B. Neonicotinoide), die als Agonisten wirken, blockiert Triflumezopyrim den Rezeptor an der orthosterischen Bindungsstelle und verhindert so die Reizübertragung im Nervensystem der Insekten. Dadurch kommt es zu einer schnellen und langanhaltenden Lähmung und letztlich zum Tod der Schädlinge.
In Europa ist Triflumezopyrim gegenwärtig nicht zugelassen.